# Krokviks järnvägsstation
Krokvik järnvägsstation är en järnvägsstation utan persontrafik på Malmbanan i Kiruna kommun. Stationen ligger 11 kilometer norr om Kiruna C. Det är den första tågmötesplatsen norrut från Kiruna.
Stationshuset är ett i en rad likadana stationshus utmed Malmbanan, kallade ”Krokviksmodellen", som ritades av Folke Zettervall.